# Alex Righetti
Alex Righetti (Rimini, 14. kolovoza 1977.) talijanski je profesionalni košarkaš. Igra na poziciji niskog krila, a trenutačno je slobodan igrač.

## Karijera
Karijeru je započeo 1993. u Rimini Basketu, a u njihovom dresu proveo je sedam sezona. U sezoni 2001./02. bio je ponajbolji izvođač slobodnih bacanja (93,3%). S Riminijem je 1997. izborio prvoligaški status, dok je 2000. osvojio talijanski superkup, pobijedivši u finalu Virtus Bolognu. Najbolju sezonu odigrao je 2000./01. kada je prosječno za 27.2 minute provedene na parketu postizao 14.1 poena, 3.9 skokova i 0.9 asistencija. 
10. veljače 2008., Righetti je s Air Avellinom osvojio talijanski kup, pobijedivši ponovo u finalu Virtus Bolognu. Sezonu 2008./09. proveo je kao član talijanske Virtus Bologne.

## Talijanska reprezentacija
Bio je član talijanske reprezentacije koja je na Olimpijskim igrama u Ateni 2004. osvojila srebrnu medalju, a na Europskom prvenstvu u Švedskoj 2003. brončanu medalju. Za reprezentaciju je ukupno odigrao 114 utakmica i zabio 905 poena.

## Ordeni
- Ufficiale Ordine al Merito della Repubblica Italiana: 2004.[1]

## Vanjske poveznice
- Profil  Arhivirana inačica izvorne stranice od 21. veljače 2009. (Wayback Machine) na Lega Basket Serie A